# Colysis
Colysis es un género de helechos perteneciente a la familia  Polypodiaceae. Es originario del Sudeste de Asia.

## Taxonomía
Colysis fue descrito por Karel Presl y publicado en Abhandlungen der Königlichen Böhmischen Gesellschaft der Wissenschaften, ser. 5, 6: 506–507. 1851. La especie tipo es: Colysis hemionitidea (Wall. ex C. Presl) C. Presl.

## Especies
- Colysis boisii (H. Christ) Ching
- Colysis decurrens (Blume) Manickam, et al.
- Colysis digitata (Baker) Ching
- Colysis dissimilialata (Bonap.) Ching
- Colysis diversifolia W.M. Zhu
- Colysis elliptica (Thunb.) Ching
- Colysis flavescens (Ching) Nakaike
- Colysis flexiloba (H. Christ) Ching
- Colysis hemionitidea (Wall. ex C. Presl) C. Presl
- Colysis hemitoma (Hance) Ching
- Colysis henryi (Baker) Ching
- Colysis insignis (Blume) J. Sm.
- Colysis latiloba (Ching) Ching
- Colysis leveillei (H. Christ) Ching
- Colysis longisora (Baker) Ching
- Colysis macrophylla (Blume) C. Presl
- Colysis membranacea (Blume) C. Presl
- Colysis morsei (Ching) Ching
- Colysis pedunculata (Hook. & Grev.) Ching
- Colysis pentaphylla (Baker) Ching
- Colysis pothifolia (Buch.-Ham. ex D. Don) C. Presl
- Colysis pteropus (Blume) Bosman
- Colysis selliguea (Mett.) Ching
- Colysis shintenensis (Hayata) H. Itô
- Colysis simplicifrons (H. Christ) Tagawa
- Colysis wrightii Ching
- Colysis wui (C. Chr.) Ching